# La terra sotto i piedi
La terra sotto i piedi è il nono album in studio del cantautore italiano Daniele Silvestri, pubblicato il 3 maggio 2019.

## Tracce
Testi e musiche di Daniele Silvestri, eccetto dove indicato.
1. Qualcosa cambia – 4:31
2. Argentovivo (feat. Rancore e Manuel Agnelli) – 5:03 (testo: Daniele Silvestri, Tarek Iurcich – musica: Daniele Silvestri, Fabio Rondanini, Manuel Agnelli)
3. La cosa giusta – 3:43
4. Complimenti ignoranti – 4:08
5. Tutti matti – 4:42
6. Concime – 5:22
7. Scusate se non piango – 6:18
8. Prima che – 4:04
9. Blitz gerontoiatrico – 4:02
10. La vita splendida del capitano – 3:00
11. Rame – 5:13
12. Tempi modesti (feat. Davide Shorty) – 6:21
13. L'ultimo desiderio – 4:49
14. Il principe di fango (solo un lieto fine) – 6:49

## Classifiche
| Classifica (2019) | Posizione massima |
| ----------------- | ----------------- |
| Italia            | 2                 |